# کالماگیت
کالماگیت (به انگلیسی: Calmagite) یک ترکیب شیمیایی با شناسه پاب‌کم ۵۴۸۳۱۱۱ است. شکل ظاهری این ترکیب، بلورهای سیاه است.
از این ماده به عنوان شناساگر در تیتراسیون‌های کمپلکسومتری استفاده می‌شود. ساختار آن شباهت زیادی با اریوکروم بلک تی شناساگر مشهور دیگر دارد؛ با این تفاوت که برخلاف اریوکروم بلک تی به مرور زمان دچار تجزیه نمی‌شود.